# Pulvinodecton
Pulvinodecton — рід грибів родини Roccellaceae. Назва вперше опублікована 1998 року.

## Класифікація
Згідно з базою MycoBank до роду Pulvinodecton відносять 2 офіційно визнані види:
- Pulvinodecton kurzii
- Pulvinodecton seychellensis

## Розповсюдження
Pulvinodecton розповсюджений на Сейшельських островах, в Азії та Австралії.
В Україні даний рід не зустрічається.